# Sun Xiang
Sun Xiang (chinesisch 孙祥, Pinyin Sūn Xiáng) (* 15. Januar 1982 in Shanghai) ist ein ehemaliger chinesischer Fußballspieler.

## Vereine

### PSV Eindhoven
Sun und sein Zwillingsbruder Sun Ji wurden beide mit der PSV Eindhoven in Verbindung gebracht und absolvierten dort beide im November 2006 ein zweiwöchiges Probetraining, doch nur Sun Xiang wurde auf Leihbasis vom chinesischen Club Shanghai Shenhua verpflichtet.  Shenhua Shanghai hatte diesen Wechsel zunächst blockiert, da der Verein auf eine Leihgebühr von einer Million Euro für drei Jahre gehofft hatte, stimmte dann aber doch dem Wechsel für 150000 Euro bzw. 125000 Euro für den Rest der Saison zu. Xiang meinte damals zur chinesischen Tageszeitung Shanghai Daily: “The Dutch proposal is a great opportunity for me to take my career to a new level and I just can't let it slip through my fingers[…] […] I am appealing to Shenhua to let me go.”
Sein Debüt auf europäischem Boden feierte Sun am 17. Februar 2007 gegen Heracles Almelo als Außenverteidiger. Trainer Ronald Koeman attestierte Sun ein gelungenes Debüt, vor allem wegen Suns guter Übersicht und seiner präzisen Pässe. Sun war der erste Chinese, der es in die holländische Ehrendivision geschafft hatte. Sun Xiang war ab dem 20. Februar 2007 auch der erste Chinese, der ein UEFA-Champions-League-Spiel (gegen Arsenal London) absolvierte. Trotz teilweise starken Leistungen endete Suns Engagement bei PSV nach einer Saison und er kehrte zu Shanghai Shenhua zurück.

### Austria Wien
Am 1. Juni 2008 verpflichtete FK Austria Wien den Linksverteidiger auf Leihbasis für ein Jahr mit Option auf ein weiteres Jahr. Wie bereits zuvor in den Niederlanden, wurde Sun damit zum ersten Chinesen, der für die österreichische Bundesliga verpflichtet wurde. Er debütierte bei der Wiener Austria am 9. Juli 2008 gegen SK Austria Kärnten. In seinem zweiten Spiel für die Austria gegen den SV Kapfenberg erzielte Sun ein Eigentor in der letzten Minute, das noch zum Ausgleich führte. Seinen ersten Treffer für den FK Austria Wien erzielte er beim Viertelfinale des ÖFB-Cup gegen SK Sturm Graz am 3. März 2009 in der 114. Minute aus einem Freistoß zum 1:1-Ausgleich. Im selben Spiel verwandelte er auch den letzten und entscheidenden Elfmeter im Elfmeterschießen und sicherte damit der Wiener Austria den Aufstieg in das Halbfinale. Seinen ersten Meisterschaftstreffer für Austria Wien erzielte er 4 Tage später gegen LASK Linz wieder durch einen Freistoß. In Österreich konnte er 2009 auch den Pokal gewinnen. Sein Vertrag bei der Austria wird aber aufgrund zu hoher Ablöseforderungen aus China nicht über die abgelaufene Saison 2008/09 hinaus verlängert.

### Weitere Vereine
2009 kehrte Sun daher zu Shanghai Shenua zurück und spielte von da an bis zum Karriereende nur noch in China. 2010 wechselte er zu Guangzhou Evergrande, wo er bis 2015 blieb. Sein letzter Verein als aktiver Fußballer war Shanghai SIPG, wo er bis 2017 in der ersten Mannschaft und dann bis zum Karriereende 2021 in der zweiten Mannschaft spielte.

## Nationalmannschaft
Sun Xiang spielte seit 2002 in der Chinesischen Fußballnationalmannschaft. In 53 Spielen, in denen er für China auf dem Platz stand, erzielte er fünf Tore. Sein letztes Länderspiel absolvierte er am 19. November 2013 gegen Saudi-Arabien in der Qualifikation für den Asien-Cup.